# Craiva
Craiva (en hongrois : Bélkirálymező) est une commune du județ d'Arad, Roumanie qui compte 2 880 habitants.
La commune est composée de 10 villages: Craiva (chef-lieu), Chișlaca, Ciuntești, Coroi, Mărăuș, Rogoz de Beliu, Stoinești, Susag, Șiad et Tălmaci.

## Histoire
Le document le plus ancien retrouvé date de 1344.

## Démographie
Lors du recensement de 2011, 81,77 % s'identifient comme roumains, 10,93 % comme roms, 1,18 % comme ukrainiens (Pour 6,04 % de la population l'appartenance ethnique n'est connue et 0,06 % appartiennent à une autre ethnie).
En 2011, la population de la ville est à 76,21 % orthodoxe, à 7,43 % pentecôtiste, à 6,14 % baptiste, à 1,18 % témoins de Jéhovah, alors que pour 6,04 % de la population, l'appartenance religieuse n'est pas connue et que 0,52 % appartiennent à une autre confession.

## Politique
| Identité         | Période      | Période      | Durée           |
| Identité         | Début        | Fin          | Durée           |
| ---------------- | ------------ | ------------ | --------------- |
| Ioan Bercea (d), | 2004         | octobre 2020 | 16 ans          |
| Ioan Coșa (d)    | octobre 2020 | En cours     | 4 ans et 5 mois |

| Parti | Parti                           | Sièges |
| ----- | ------------------------------- | ------ |
|       | Parti social-démocrate (PSD)    | 5      |
|       | Parti national libéral (PNL)    | 5      |
|       | Parti Mouvement populaire (PMP) | 1      |

## Tourisme
La commune dispose de plusieurs attractions touristiques, notamment:
- L'église en bois Buna Vestire de style byzantin située à Ciuntești, construite en 1725.
- Trasee montane dans les monts Gârbei.
- La vallée de la rivière Mărăuș.

## Galerie
|                                             |
| Église orthodoxe dans le village de Craiva. |

|                                 |
| Autre point de vue de l'église. |

|                                   |
| Rue du village de Craiva en 2017. |

|                                        |
| Rue dans le village de Craiva en 2017. |

|                                   |
| Rue du village de Craiva en 2021. |

|                 |
| Forêt de Craiva |

|                                           |
| Route forestière dans la forêt de Craiva. |